# Czartowiec
Czartowiec är ett berg i Tjeckien.   Det ligger i regionen Olomouc, i den östra delen av landet, 180 km öster om huvudstaden Prag. Toppen på Czartowiec är 944 meter över havet.
Terrängen runt Czartowiec är huvudsakligen kuperad. Runt Czartowiec är det ganska tätbefolkat, med 52 invånare per kvadratkilometer. Närmaste större samhälle är Jeseník, 16,1 km sydost om Czartowiec. I omgivningarna runt Czartowiec växer i huvudsak blandskog.